# Beyond the Poseidon Adventure
Beyond the Poseidon Adventure is een Amerikaanse rampenfilm uit 1978. Het verhaal gaat over een groep reddingswerkers die een gekapseisd schip binnengaat om daar op zoek te gaan naar nog aanwezige passagiers. De film is een vervolg op The Poseidon Adventure (1972).

## Verhaal
Kapitein Mike Turner is met zijn twee bemanningsleden Celeste 'Monkey' Whitman en Wilburg Hubbard op de Middellandse Zee als ze de helikopter zien die de overlevenden heeft gered van de Poseidon. Hij besluit te gaan kijken of er misschien waardevolle schatten te vinden zijn.
Tegelijk komt de schurk Stefan Svevo aan met zijn bemanningsleden. Mike maakt met hem de deal dat hij de schatten krijgt en Svevo de eer als ze levende passagiers vinden.
Ze vinden inderdaad in het schip nog enkele overlevenden: zuster Gina Rowe, Suzanne Constantine en oorlogsveteraan Frank Mazzetti die naar zijn dochter zoekt. De groep splitst in tweeën, Turner gaat met zijn bemanning en de overlevenden op zoek naar de kluis in de kamer van de purser terwijl Svevo naar de wapenkamer gaat om die leeg te roven.
Nadat ze de kluis hebben gevonden en opengemaakt, vinden ze ook Mazzetti's dochter Theresa, dronken miljardair Tex en liftjongen Larry Simpson. In een gastenkamer vinden ze ook het koppel Hannah en Harold Meredith. Omdat Harold blind is wil Hannah hem niet achterlaten. Maar Mike overtuigt ze mee te gaan. Suzanne steelt in het geheim een logboek over de wapenkamer en brengt die naar Svevo, maar die laat haar doden als blijkt dat ze haar leven belangrijker vindt dan de lading.
Nadat Hannah haar schouder verdraait, loopt de groep tegen Svevo aan. Die verteld dat hij in het geheim een lading plutonium heeft laten verschepen op het jacht en die terug wil. Hij sluit de groep op in de losruimte en zorgt ervoor dat een ruit springt, met de bedoeling ze te verdrinken. Harold komt als redder als zijn gehoor ervoor zorgt dat ze een geheime deur vinden, terwijl het schip sneller vol loopt. Maar als ze de ladder opklimmen naar de volgende verdieping kan Hannah het niet meer houden. Ze valt in het water en verdrinkt waarschijnlijk, ondanks dat Mike haar probeert te vinden.
De overlevenden weten een kamer met duikuitrusting te bereiken en zwemmen in groepen naar boven, ondanks dat er te weinig zuurstof flessen zijn. Wilbur besluit zijn leven om te offeren en zwemt weg zonder zuurstoffles.
Terug op zijn eigen boot proberen Mike de groep te redden, maar Svevo ziet ze en opent het vuur. Iedereen kan de boot bereiken, behalve Tex. Hij had al eerder toegegeven dat hij geen miljardair is maar een sommelier die op het schip werkt. Daarom houdt hij krampachtig vast aan een bepaalde fles wijn die voor hem meer waard is dan een jaar salaris, dit kost hem het leven. De boot slaat aan en vaart weg. De film eindigt met een kus tussen Mike en Monkey.

## Rolverdeling
| Acteur            | Personage            |
| ----------------- | -------------------- |
| Michael Caine     | Captain Mike Turner  |
| Sally Field       | Celeste Whitman      |
| Telly Savalas     | Captain Stefan Svevo |
| Peter Boyle       | Frank Mazzetti       |
| Jack Warden       | Harold Meredith      |
| Shirley Knight    | Hannah Meredith      |
| Shirley Jones     | Nurse Gina Rowe      |
| Karl Malden       | Wilbur Hubbard       |
| Slim Pickens      | Dewey 'Tex' Hopkins  |
| Veronica Hamel    | Suzanne Constantine  |
| Angela Cartwright | Theresa Mazzetti     |
| Mark Harmon       | Larry Simpson        |

## Achtergrond
De film werd geregisseerd door Master of Disaster Irwin Allen, een specialist in rampenfilms. De film werd volledig in de studio opgenomen, de opnames vonden tegelijkertijd plaats met The Swarm, een eveneens geflopte rampenfilm waarin een aantal van dezelfde acteurs in voorkomen.
In tegenstelling tot de eerste film, was deze film absoluut geen succes. De film werd afgekraakt door critici en compleet genegeerd door het publiek. Vanwege het onwaarschijnlijke verhaal en de slechte special effecten werd Beyond the Poseidon Adventure meerdere malen uitgeroepen tot een van de slechtste films ooit gemaakt.
Toch is Beyond the Poseidon Adventure uitgegroeid tot een legendarische cultklassieker: juist omdat de film zo slecht is vinden veel mensen het leuk om naar te kijken.